# Церква Успіння Пресвятої Богородиці (Стружани)
Церква Успіння Пресвятої Богородиці — православний храм Клепиківського благочиння Касимівської єпархії. Розташований у селі Стружани Клепиківського району Рязанської області, на березі озера Сокорево, через яке протікає річка Пра.

## Історія
У 1676 році в селі значилася Воскресенська церква.
У 1740 році Воскресенська церква згоріла, і в 1746 році побудовано нову з такою ж назвою. У 1782 році збудовано дзвіницю.
Дерев'яну Успенську церкву збудовано в 1798 році.
За даними 1883 року до складу приходу входило 27 сіл .
У 1910 році дерев'яну Успенську церкву продано в село Єршово. Замість неї збудовано кам'яну церкву Успіння Пресвятої Богородиці з трьома вівтарями: головним — на честь Успіння Божої Матері, правим — на честь Параскеви, лівим — на честь Івана Предтечі.
Час закриття храму не встановлено. У 1945 році храм повернули православним.
1996 року церква вигоріла всередині, але була відновлена.
До приходу відносяться села Стружани, Чебукіно, Дуніно, Бєляково, Алтухово, Лебедино, Нефедово, а останнім часом і Пансурово, Аристово-Количово, Тюково і Фоміно.